# Quinto Vário Severo
Quinto Vário Severo (c.125 a 120 a.C.; morreu depois de 90 a.C.) foi um político do final da República Romana. Ele também era chamado de Híbrida (mestiço) porque sua mãe era hispânica.
Quinto Vàrio era natural de Sucro, Hispânia (a leste da península ibérica, no atual município de Albalat de la Ribera) e foi o primeiro senador da República vindo da que província da Hispânia. Em 90 a.C. foi eleito tribuno. Ele escreveu uma lei, a lex Varia, para punir todos aqueles que “ajudaram” aqueles que pegaram em armas contra o povo romano. Na prática, foi usado para processar aqueles que apoiaram a concessão de cidadania à Socii. Como resultado, muitos senadores ilustres, entre eles Caio Aurélio Cota, foram enviados para o exílio. No ano seguinte, após a aplicação da lei, o próprio Vário também foi condenado pela mesma lei que escreveu.